# Щитоногі черепахи (рід)
Щитоногі черепахи (Podocnemis) — рід черепах з родини Щитоногі черепахи підряду Бокошийні черепахи. має 6 видів. Інша назва «річкові черепахи».

## Опис
Загальна довжина представників цього роду коливається від 40 до 80 см. Голова велика. Карапакс масивний з відносно пласкими, овальними щитками. Ноги наділені невеликими щитками. Особливістю цих черепах є наявність 2—5 вусиків нижче підборіддя, які слугують якості чутливого елемента.
Забарвлення карапаксу коливається від темно—коричневого до чорного кольору з темними плямами. Пластрон дещо світліше, жовтуватий, зеленуватий.

## Спосіб життя
Мешкають у річках. Можуть забиратися на значну глибину. Чудово плавають та пірнають. Можуть подовгу знаходитися під водою. Харчуються водяними безхребетними, рибою, молюсками, водяною рослинністю.
Самиці відкладають до 100 яєць.

## Розповсюдження
Мешкають лише у Південній Америці.

## Види
- Podocnemis erythrocephala
- Podocnemis expansa
- Podocnemis lewyana
- Podocnemis sextuberculata
- Podocnemis unifilis
- Podocnemis vogli